# Nazareners (kunstenaars)

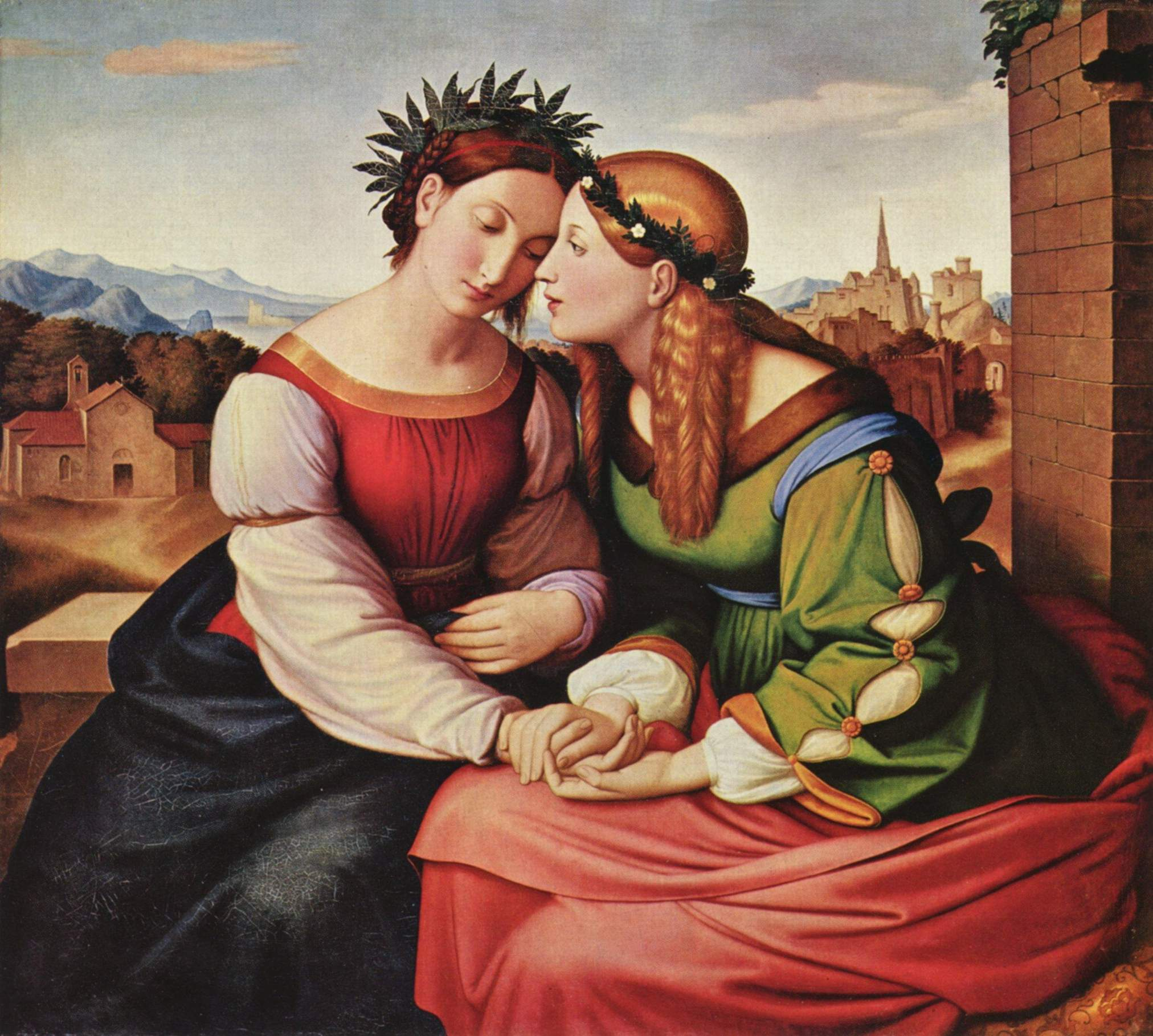
Friedrich Overbeck: Italia und Germania, 1811, 'tegenstuk' voor Pforrs Sulamith und Maria

De Nazareners was een genootschap van Duitse kunstschilders uit de eerste helft van de negentiende eeuw, gerekend tot de Duitse romantiek. Nazareners keerden zich aanvankelijk tegen de in het begin van de negentiende eeuw op Duitse en Oostenrijkse kunstacademies gangbare streng-classicistische opleiding. Ze grepen terug op de scheppingen van oude Duitse meesters als Albrecht Dürer en renaissance kunstenaars als Rafael en Giotto. Religiositeit, piëtisme en Duits patriottisme vormden belangrijke thema’s. Belangrijke vertegenwoordigers van de Nazareners waren Johann Friedrich Overbeck, Franz Pforr, Peter von Cornelius, Friedrich Wilhelm Schadow en Julius Schnorr von Carolsfeld.

## De naam “Nazareners”

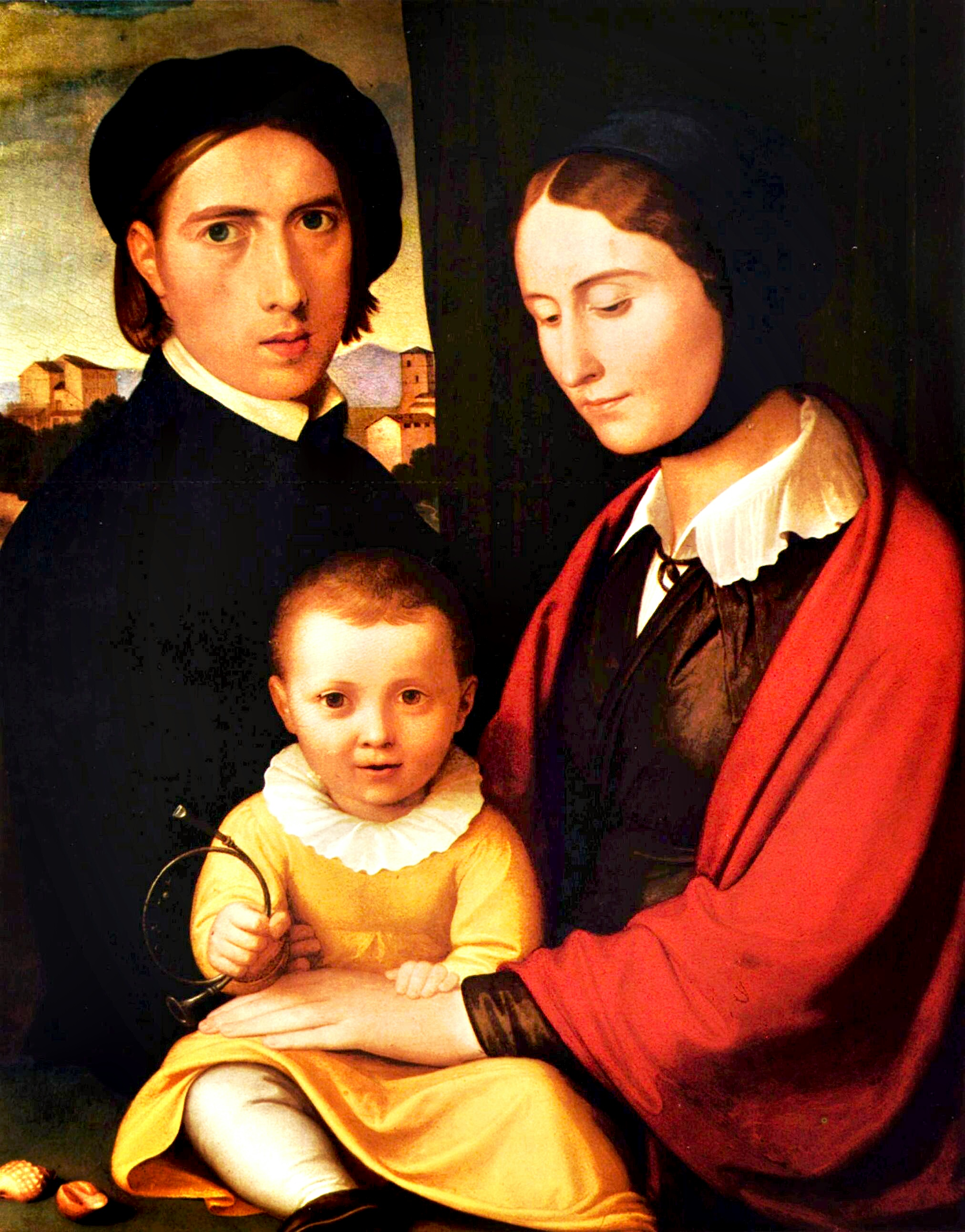
Friedrich Overbeck, zelfportret met familie, 1820

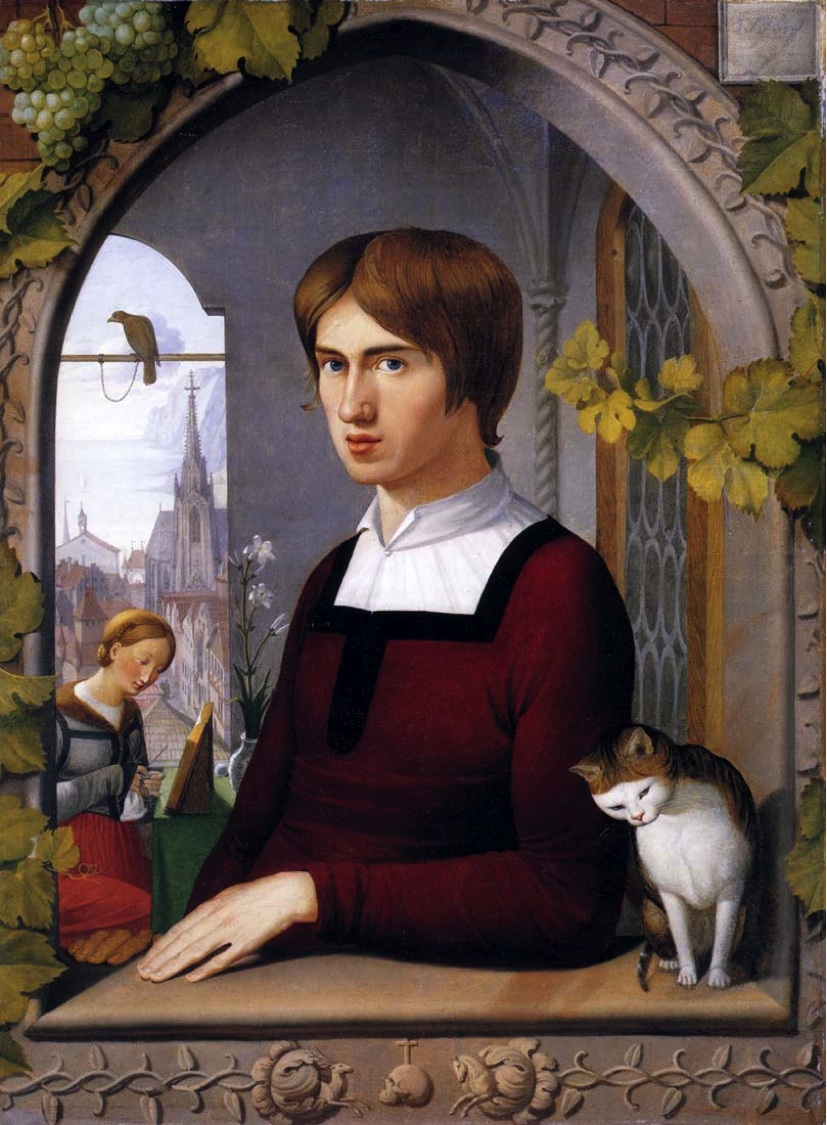
Friedrich Overbeck, portret van Franz Pforr, 1810

De naam Nazareners is van Bijbelse oorsprong. Met Nazareners werden de volgelingen van Jezus Christus aangeduid, na diens kruisdood. In het Rome van de 17e en 18e eeuw was de term Nazareners ook in zwang voor mensen met een bepaalde haardracht (tot over de schouders, scheiding in het midden). Aanvankelijk werd de term rond 1820 gebruikt als spotnaam voor de naar Rome getrokken jonge Duitse kunstschilders van de beweging, die hun haar lieten groeien, en mantels en sandalen droegen. Later adopteerden ze zelf de benaming. Ze zagen het als een geschikte naam om uitdrukking te geven aan hun prereformatorische idealen en katholieke uitgangspunten.

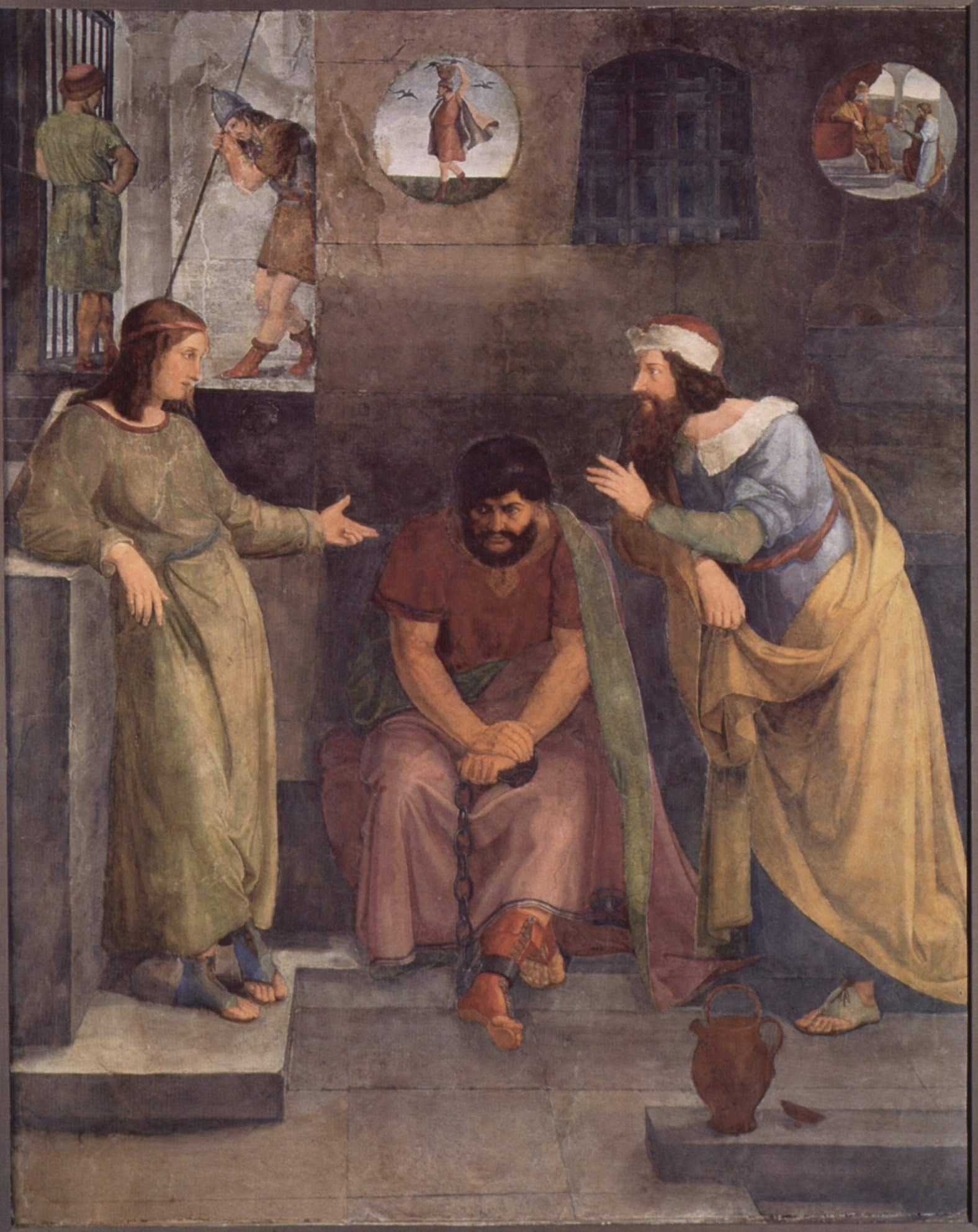
Friedrich Wilhelm Schadow: Jozefs droomuitlegging, een van de zeven grote fresco's over het bekenden Bijbelverhaal in de Casa Bartholdy, 1817

## Geschiedenis

#### Kunstacademie Wenen
In 1805-1806 begonnen de Friedrich Overbeck en Franz Pforr een studie aan de Akademie der bildenden Künste te Wenen. De Weense academie had in die tijd een grote naam in de Europese kunstwereld. De kunstopleiding werd er getypeerd door een classicistische leerstijl, streng georiënteerd op klassieke vormen. De academie kende een strak leerplan en de technische vaardigheid stond voorop. Overbeck en Pforr, samen met hun studievrienden Konrad Hottinger, Joseph Sutter, Josef Wintergerst en Ludwig Vogel, voelden echter toenemende onvrede met deze in hun ogen gevoelloze manier van kunst maken. Overbeck schreef in een brief naar huis: “Je leert voortreffelijk plooien schilderen, een goede figuur tekenen, perspectief aanbrengen, architectuur, alles, maar toch komt er geen echt goede schilder naar voren. Het ontbreekt aan hart, ziel en gevoelens”.
Het groepje zocht naar nieuwe wegen en vond die in het verleden, met name bij oude Duitse meesters als Albrecht Dürer, Hans Holbein de Jongere en Hans Baldung Grien (binnen de academie als ‘primitieven’ bestempeld) en schilders uit de Italiaanse renaissance: Rafael, Giotto, Perugino, maar ook verder terug, uit de periode van de Quattrocento. “Hoe verder we naar het verleden afdaalden, hoe verder we van de grondbeginselen van de academie vervreemd raakten, maar daarentegen, zo ontdekten we, des te dichter de kunst van de oude schilders onze eigen ideeën naderde”, schreef Pforr later aan zijn vader.

#### Lukasgilde
In 1809 richtten de rebellerende studenten van de Weense academie, die elkaar al sinds 1808 regelmatig troffen, een soort van genootschap op, dat ze het Lukasgilde noemden, naar de apostel Lukas, schutspatroon van de schilders. Ze schaarden zich achter het adagium van de Duitse romanticus Friedrich von Schlegel, die het als de voornaamste bestemming van de kunst zag om “de religie te verheerlijken en haar geheimen nog mooier en duidelijker te maken”. Hoewel de leden van het genootschap technisch gezien sterk gevormd waren door de academie dreven ze er qua kunstopvattingen openlijk steeds verder vanaf. Dat leidde snel tot een aantal conflicten, waarna alle leden van het Lukasgilde voor het leerjaar 1809-1810 niet meer toegelaten werden.

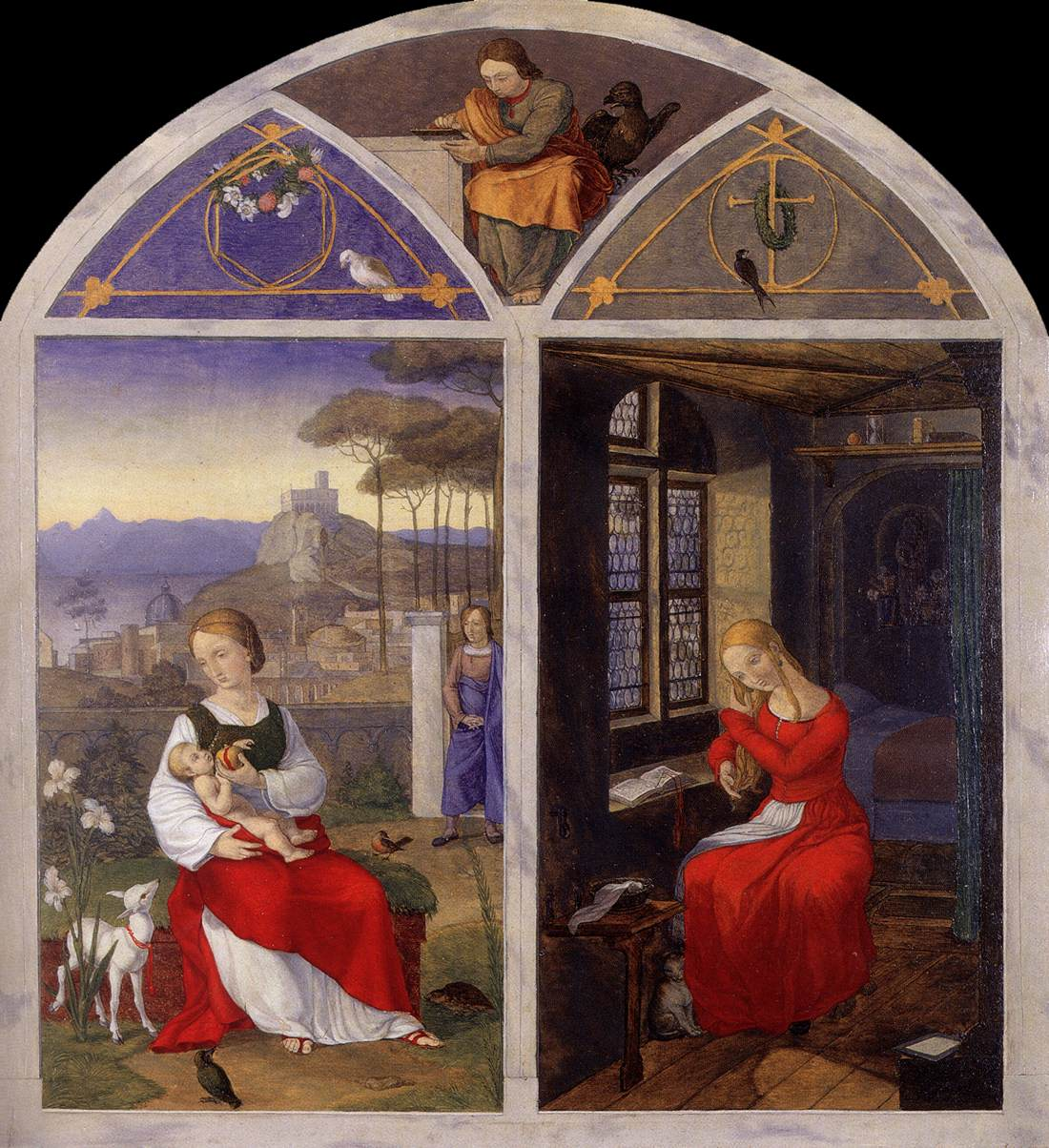
Franz Pforr, Sulamith und Maria, vriendschapsschilderij voor Overbeck

#### Rome
In 1810 verlieten Overbeck en Pforr, Hottinger en Vogel Wenen en vertrokken naar Rome, om er de oude Italiaanse meesters te bestuderen. Ze namen hun intrek in het oude Franciscaner klooster Sant’Isidoro, op de Pincio-heuvel. Daar zonderden ze zich in eerste instantie sterk af van hun omgeving. Ze kwamen eigenlijk alleen naar buiten om de middeleeuwse en renaissancistische kunst te bestuderen en schilderden vooral binnen het klooster. Overbecks Italia und Germania is exemplarisch voor deze vroege periode van het gezelschap, de twee landen als geliefden tonend, tegen de achtergrond van een Duitse middeleeuwse stad met een Roomse basiliek. Belangrijke gebeurtenissen waren de vroegtijdige dood van Pforr (tuberculose) in 1812 en de bekering tot het Katholicisme in 1813. Ludwig Vogel moest in 1812 terugkeren naar Duitsland vanwege familieverplichtingen.
Hier tegenover stond vanaf 1813 de komst van diverse andere jonge Duitse kunstschilders, die zich tot de levenswijze en kunstvisie van de Lukasbroeders aangetrokken voelden: Julius Schnorr von Carolsfeld, Philipp Veit, Peter von Cornelius, Franz Ludwig Catel, Joseph Anton Koch, Friedrich Wilhelm Schadow en Carl Philipp Fohr sloten zich in deze jaren bij het gezelschap aan. Met name Von Cornelius en Schnorr deden hun invloed gelden en verbreedden de themakeuzes van het gezelschap: de Romeinse klassieken mochten voortaan ook weer als inspiratiebron dienen en steeds vaker werden nu ook landschappen geschilderd.
In deze periode nam het gezelschap ook geleidelijk de naam 'Nazareners' over, zoals ze door omwonenden werden enigszins spottend werden genoemd, in hun ogen echter uitstekend passend bij hun ideeën en idealen.

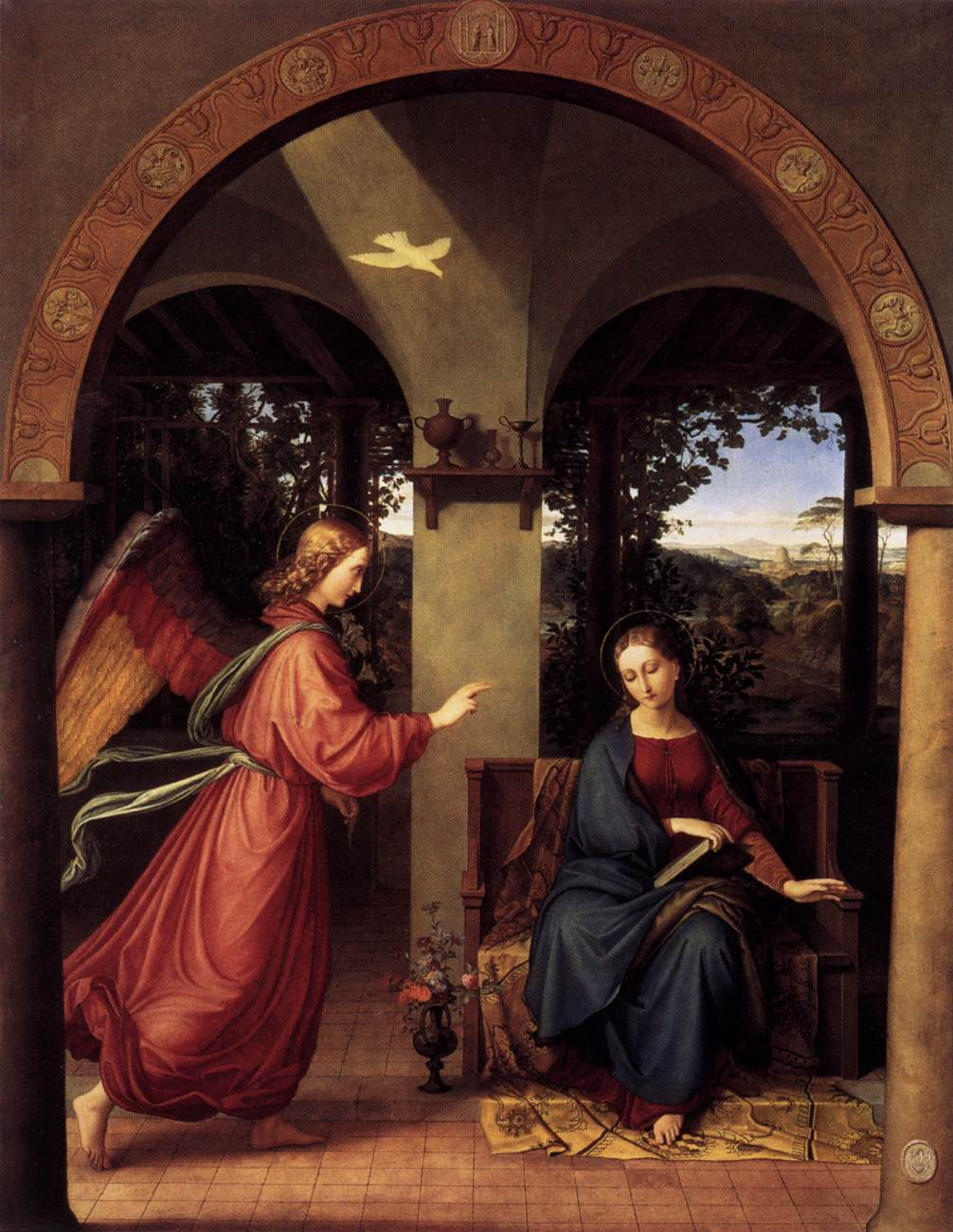
De annunciatie, 1818, Julius Schnorr von Carolsfelds eerste schilderij na zijn aansluiting bij de Nazareners in Rome

#### Fresco’s
In 1815 kregen de Nazareners een opdracht van de Pruisische consul-generaal Jakob Ludwig Salomon Bartholdy om zijn villa, Casa Bartholdy op de Pincio (nabij Sant’Isidoro), te voorzien van enkele grote fresco’s. Niettegenstaande het gebrek aan ervaring met het maken van fresco’s, doken Overbeck, Veit, Schadow en Von Cornelius vol overgave op hun opdracht, bestudeerden oude technieken, en vervaardigden in de periode 1815-1817 een hele reeks wandschilderingen naar het Bijbelse verhaal van Jozef, zoon van Jacob. De fresco’s worden heden ten dage, niettegenstaande het verschil in onderlinge kwaliteit (met name Veit blijft duidelijk achter) nog steeds gezien als een hoogtepunt uit de Duits religieus-romantische schilderkunst van die tijd. In 1886-1887 werden de schilderingen uit de villa verwijderd en overgebracht naar de Alte Nationalgalerie in Berlijn.
De fresco’s in Casa Bartholdy trokken veel aandacht en vestigden meteen de naam van de Nazareners in de kunstwereld. Snel volgden nieuwe opdrachten, onder andere voor een reeks fresco’s in Casa Massimo. De Nazareners begonnen daar vanaf 1818 aan een reeks muurschilderingen naar werken van Dante Alighieri, Torquato Tasso en Ludovico Ariosto. In 1819 ging Von Cornelius echter terug naar Duitsland en ook Overbeck haakte al snel af. Schnorr leidde het project nog wel naar een goed einde en nam in 1820 ook nog een grote groepsopdracht aan voor een reeks muurschilderingen naar het leven van Christus, maar het uiteenvallen van de Nazareners als gezelschap tekende zich onmiskenbaar af.

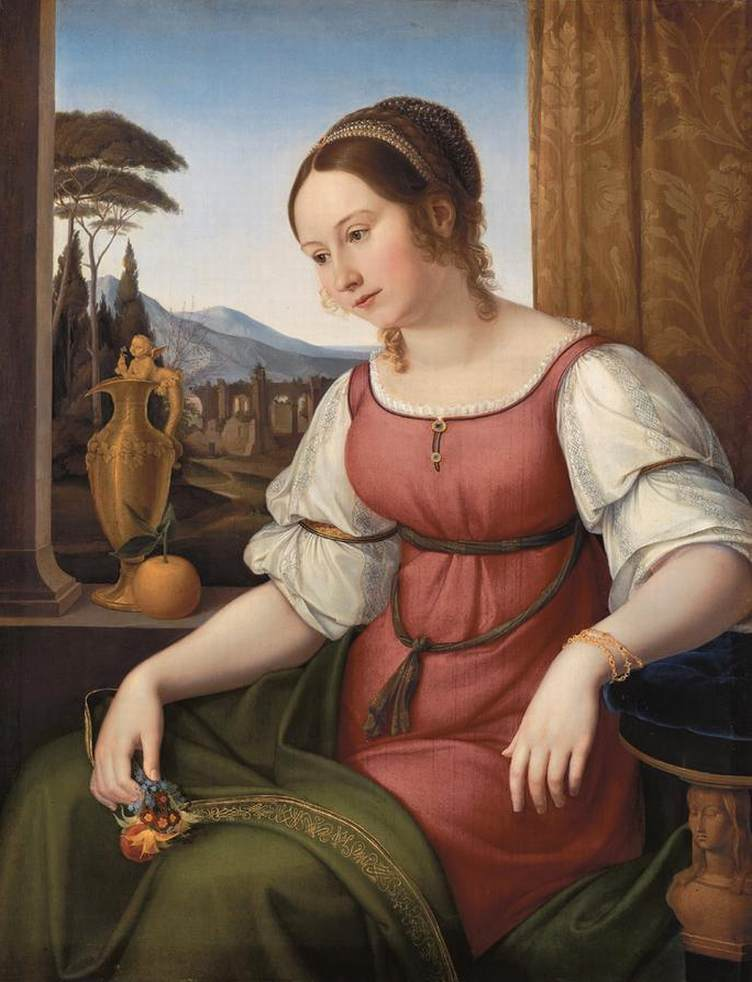
Friedrich Wilhelm Schadow, Portret van een meisje (Angelina Magtti), 1818

#### Invloed in Duitsland
Inmiddels echter was de faam van de Nazareners ook doorgedrongen tot Wenen en Duitsland. In Wenen was het Ferdinand Olivier die de werken van zijn oude kameraden onder de aandacht bracht en ook zelf het gedachtegoed van het voormalige Lukasgilde met schilderwerken gestand bleef doen. In Duitsland was het kroonprins Lodewijk die tijdens een Italië-reis in 1818 onder de indruk was gekomen van de Nazareners tijdens een feest te zijner ere in Rome, opgeluisterd met een expositie door de Nazareners. Bij zijn afscheid op het feest zei hij tegen een aantal van hen: “tot ziens in Duitsland”. Lodewijk zou vervolgens een grote rol spelen in het verspreiden van het gedachtegoed van de Nazareners in zijn land: in 1819 benoemde hij Von Cornelius tot directeur van de Münchner Akademie. Later hielp hij ook Schadow aan prominente posities in de kunstwereld, onder andere aan het directeurschap van de kunstacademie Düsseldorf. Ook andere Nazareners als Schnorr en Olivier zouden later voor de academies in München en Düsseldorf gaan werken.

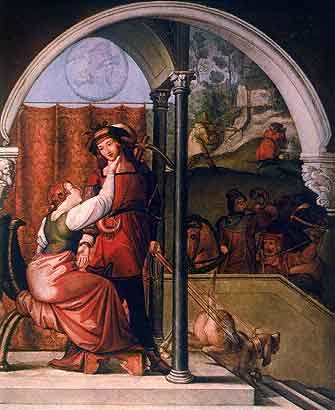
Peter von Cornelius, Siegfrieds abschied, 1817

In de jaren 1820 tot 1850 beïnvloedde de Nazareense kunst een hele generatie Duitse kunstschilders, met name vanuit München en Düsseldorf, maar ook elders in het land. Veit speelde daarbij een belangrijke rol in de omgeving van Frankfurt, na zijn benoeming aan de plaatselijke academie in 1830. Tal van grote kerken en kathedralen, waaronder de Dom van Frankfurt en de Dom van Keulen, werden in deze periode voorzien van nieuwe muurschilderingen door Nazareens georiënteerde kunstschilders. Von Cornelius leidde vanaf 1843 jarenlang een groots fresco-project in de Dom van Berlijn. Naast de vele muurschilderingen was de invloed van de Nazareners in die tijd echter ook duidelijk en in brede zin waarneembaar in de olieverfkunst, waarvan vele werken uiteindelijk ook in grote kerken terecht zouden komen.

#### Einde van de beweging
Na het revolutiejaar 1848 en de daaropvolgende Pruisische dominantie in de Duitse gebieden, liep de invloed van de Nazareners op de Duitse kunstuitoefening snel terug. Het anti-katholieke klimaat dat ontstond en uiteindelijk uitmondde in een Kulturkampf, drukte de beweging binnen korte tijd naar de achtergrond, waar het enkel nog binnen de muren van de katholieke kerken goed stand leek te houden. Met de opkomst van het impressionisme in de tweede helft van de negentiende eeuw verdween de Nazareense kunst vervolgens geheel naar de marge.
De invloed van de Nazareners was na 1850 wellicht nog het meest herkenbaar in Engeland, waar de prerafaëlieten veel van hun principes en ideeën overnamen. In Duitsland duurde het tot de jaren twintig van de twintigste eeuw alvorens het werk van de Nazareners weer tentoongesteld werd. In 1977 kwam het tot een herwaardering na een omvangrijke expositie in Frankfurt am Main. In 2005 vond aldaar in de Schirn Kunsthalle opnieuw een grote overzichtstentoonstelling plaats. Veel werk van de Nazareners bevindt zich momenteel in het Behnhaus te Lübeck.

## Kenmerken van de Nazareense kunst
In zeker opzicht is de Nazareense kunst verwant aan de classicistische school waaruit ze is voortgekomen: de doorgetrokken vormen en het tekenachtige heeft voorrang ten opzichte van kleur en het schilderachtige. De menselijke figuur is het belangrijkste compositorische element.

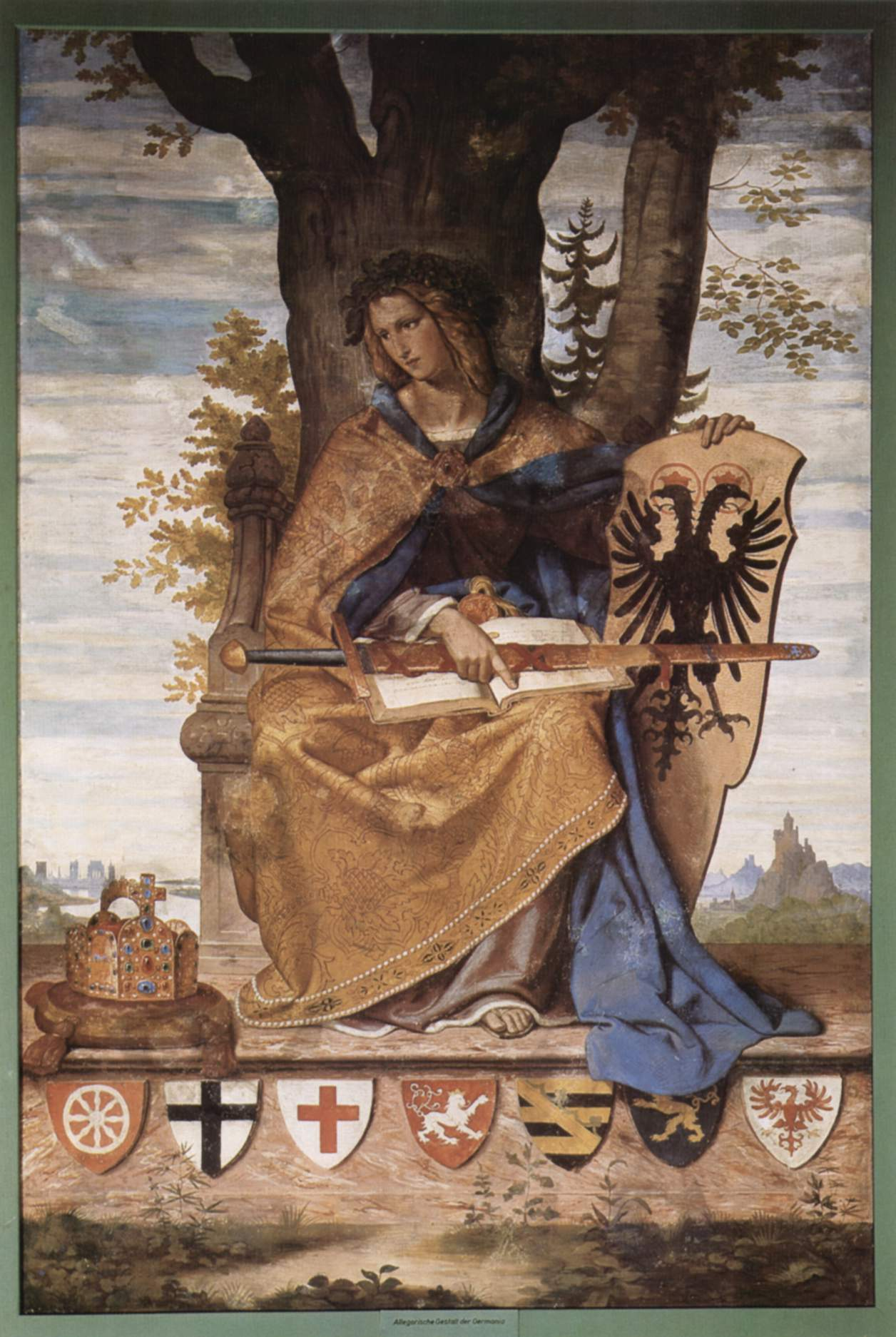
Philipp Veit, Germania, fresco Städelschen Institut 1834-1836

Het Nazarisme keerde zich, in navolging van Johann Gottfried Herder (1744-1803), tegen de strenge classicistische leer en zocht de schoonheid meer in regelloze en ongerepte kunst uit de late Middeleeuwen. Aan het einde van de 18e eeuw begonnen in Duitsland reproducties van deze werken, vooral houtsnedes, te circuleren, en bekend is dat in ieder geval Overbeck deze pre-Rafaëlische kunstwerken kende, nog voordat hij ze zelf in Rome zou gaan bewonderen en vervolgens als stijl zou overnemen.
Kleur in de werken van de Nazareners heeft vooral tot doel de scène te 'verinnerlijken' en de onderwerpen van het kunstwerk met elkaar te verbinden. Veel aandacht wordt geschonken aan de lichtinval, die altijd naar de centrale figuur leidt. De compositie is verder rustig, alledaags en eenvoudig, met weinig dieptewerking. De gezichtsuitdrukking van de figuren is vrijwel altijd ernstig en ondergeschikt aan de verinnerlijking; zelden zien we een lachend gezicht. Met name in de portretten zien we duidelijk de invloed van Middeleeuwse voorbeelden.
Schilderwerken van de Nazareners zitten meestal vol van symboliek. Deze zijn met name goed zichtbaar in de zogenaamde “vriendschapswerken” die de Nazareners vaak voor elkaar schilderden en waarin tal van elementen herkenbaar zijn die deze vriendschap of bepaalde verwachtingen moeten onderstrepen. Een voorbeeld is Overbecks verhalende portret van Franz Pforr, uit 1910; het werk vertelt eigenlijk een compleet verhaal: Pforr draag Duitse kleding en op de achtergrond is zijn toekomstige, denkbeeldige vrouw te zien. Zij leest een religieus boek bij een aantal lelies (het madonnasymbool). Op de achtergrond is een Duitse stad zichtbaar, maar nog verder weg een Italiaans landschap. De kat symboliseert huiselijkheid, maar buiten is ook een geketende vogel zichtbaar.
Erotiek is in de werken van de Nazareners vrijwel afwezig. De mensfiguren zijn altijd geheel gekleed, vaak in weelderige kledij met veel plooien. Naakten of bijna-naakten komen zelden voor.

## Nazareense kunstenaars
- Johannes Bochenek (1831–1909)
- Carl Joseph Begas (1794–1854)
- August Adolf Chauvin (1810–1884)
- Peter von Cornelius (1783–1867)
- Ernst Deger (1809–1885)
- Konrad Eberhard (1768–1859)
- Marie Ellenrieder (1791–1863)
- Gebhard Flatz (1800–1881)
- Joseph von Führich (1800–1876)
- Josef von Hempel (1800–1871)
- Franz Ittenbach (1813–1879)
- Gustav Jäger (1808–1871)
- Leopold Kupelwieser (1796–1862)
- Ferdinand Olivier (1785–1841)
- Friedrich Olivier (1791–1859)
- Friedrich Overbeck (1789–1869)